# Rövershagen
Rövershagen é um município da Alemanha, situado no distrito de Rostock, no estado de Mecklemburgo-Pomerânia Ocidental. Tem 20,55 km² de área, e sua população em 2019 foi estimada em 2.530 habitantes.